# Patty Mundt
Patty Mundt (De Bilt, 15 november 1950 – 7 maart 2023) was een Nederlands hockeyer en coach.

## Biografie
Mundt speelde elf interlands voor de Nederlandse hockeyploeg. De aanvaller maakte deel uit van de selecties die deelnamen aan de Wereldkampioenschappen hockey in 1971 en 1975. Mundt hockeyde in de jaren 1970 en 1980 in het eerste van de Hattemse Mixed Hockey Club, wat in die periode uitkwam in de Hoofdklasse. Mundt was de eerste speler in de Hoofdklasse die een hattrick maakte.
In 1986 stopte hij met hockeyen om vervolgens de dames van Hattem te gaan coachen en zich meer toe te leggen op zijn maatschappelijke carrière. In 1995 was hij voor een periode van drie maanden trainer/coach van de dames van Kampong. Daarna was hij nog enige tijd coach van het eerste herenteam van Hattem, dat eind jaren 90 pendelde tussen Hoofd- en Overgangsklasse. 
Mundt overleed op 72-jarige leeftijd.